# Palazzo Ruffo di Baranello

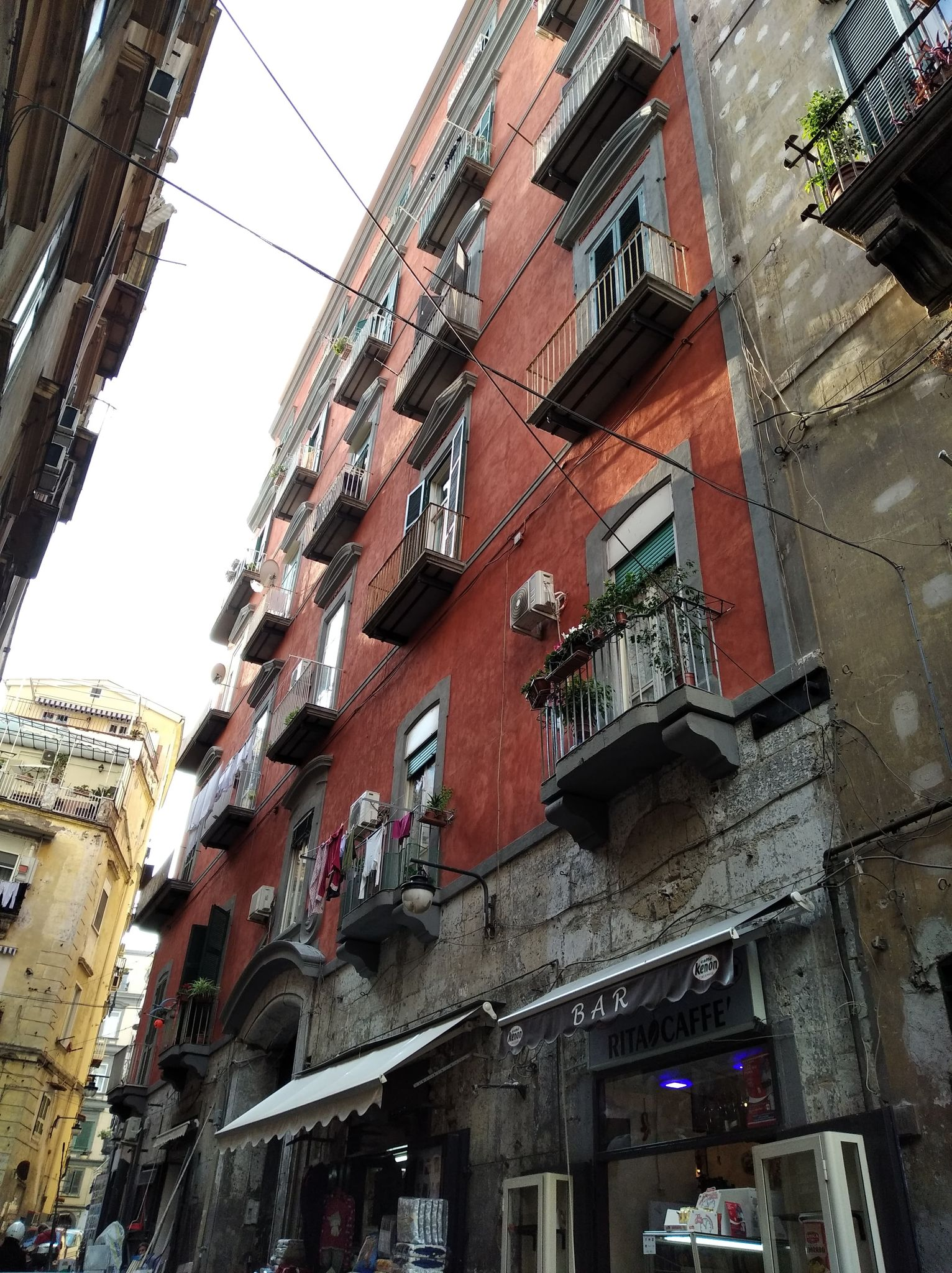
Palazzo Ruffo di Baranello in Neapel

Der Palazzo Ruffo di Baranello ist ein Palast aus dem 16. oder 17. Jahrhundert im Viertel Quartieri Spagnoli in Neapel in der italienischen Region Kampanien. Er liegt in der Via Cedronio, 23.

## Geschichte
Es gibt nur wenige Aufzeichnungen über den Bau und die Geschichte dieses Palastes. Man kann annehmen, dass er in den Jahrzehnten zwischen dem 16. und dem 17. Jahrhundert errichtet wurde, als die Quartieri Spagnoli im Auftrag des Vizekönigs Pedro Álvarez de Toledo vollständig bebaut wurden.
Im 17. Jahrhundert kaufte ein Zweig der mächtigen und sehr reichen Familie Ruffo, Herzöge von Baranello, den Palast und ließen ihn sicherlich aufstocken, wobei auch die schlanke, offene Treppe entstand. Ein auf das Jahr 1815 datierter Stadtführer lässt uns die Pracht der repräsentativen Räume erahnen, in denen sich eine renommierte Kunstgalerie befindet.
Heute ist der Palast ein privates Mietshaus.

## Beschreibung
Der Palast, dessen Außenfassaden in den letzten Jahren restauriert wurden, zeigt sich als Gebäude mit fünf Stockwerken, das im Laufe der Jahrhunderte immer weiter aufgestockt wurde. Von großer formaler Eleganz sind die Stuckrahmen des Fensters im ersten Obergeschoss, von dem zwei Voluten ausgehen; dagegen zeigen die Fenster im zweiten, dritten und vierten Obergeschoss Rahmen mit Tympana darüber, deren Form sich zwischen gebogen und dreieckig abwechselt. In der Mitte des Erdgeschoss öffnet sich das Portal, das zuerst zum Eingangsraum führt (auf dessen Gewölbedecke sich das Fresko eines Wappens befindet, das dringend restauriert werden müsste; es soll das der Grafen Panzuto sein, vermutlich nach den Ruffos Besitzer der Immobilie) und dann zum Innenhof, an dessen Hinterwand sich die offene Treppe erhebt, die immer noch wirkt, obwohl in der Nachkriegszeit dort Stützpfeiler aus Beton zur Sanierung der Statik eingefügt wurden.